# Adrienne Fidelin
Casimir Joseph Adrienne Fidelin, detta Ady Fidelin (Pointe-à-Pitre, 4 marzo 1915 – Lagrave, 5 febbraio 2004), è stata una modella e danzatrice francese.
Fu la prima modella nera a comparire sulla stampa generalista statunitense degli anni 1930.

## Biografia

### Primi anni
Adrienne Fidelin nacque il 4 marzo del 1915 a Pointe-à-Pitre, in Guadalupa. Suo padre, un impiegato di banca a Pointe-à-Pitre, era originario dell'isola della Terre-de-Bas, nelle Îles des Saintes. Sua madre morì a Pointe-à-Pitre durante il passaggio del ciclone devastatore del 1928. Allora ella aveva solo dodici anni. Suo padre morì due anni dopo, così l'orfana lasciò la Guadalupa per recarsi a Parigi, all'età di quindici anni.

### A Parigi
A Parigi, una città artistica in ebollizione, all'epoca la capitale mondiale dell'arte, Adrienne Fidelin divenne una danzatrice, frequentò la comunità antillese, scoprì il giazz e frequentò assiduamente il Bal Nègre della rue Blomet.
Fu in questo contesto che ella incontrò il fotografo e cineasta statunitense Man Ray, alla fine del 1934. Egli aveva 46 anni e lei quasi 20. Ella divenne la sua compagna, la sua modella e la sua musa. La coppia divenne inseparabile e Man Ray la introdusse alla sua cerchia edonista di amici artisti e scrittori, seguaci del surrealismo, un movimento allora in voga. Nella sua autobiografia, Man Ray descrisse come il gruppo formato da Pablo Picasso e Dora Maar, Paul Éluard e sua moglie Nusch, Max Ernst e Leonora Carrington, come pure Lee Miller e Roland Penrose, l'abbia accolta calorosamente. Questo, dunque, fu l'inizio di una storia d'amore durata sei anni strettamente intrecciata a una vita artistica intensa all'interno della comunità surrealista. Adrienne si fece conoscere come Ady Fidelin.
Fece da modella per Pablo Picasso nella sua Femme assise sur fond jaune et rose II (anche se per molto tempo non venne identificata), come pure per molte opere di Man Ray come la tela Rire de rêve (1937) o il suo celebre Le beau Temps, la fotografia non datata rinominata Portrait nu d'Adrienne Fidelin avec une planche en bois e il disegno Les Mains libres. Esistono anche alcune fotografie dello stesso autore nelle quali Fidelin viene ritratta nuda assieme a Nusch Éluard.

### Compagna, modella e musa
Il fotografo Man Ray si guadagnava da vivere lavorando per varie riviste statunitensi. In particolare, egli era uno dei fotografi più importanti del Harper's Bazaar. Nonostante l'editore del Bazaar, William Randolph Hearst, vietasse le fotografie di soggetti neri nella rivista (era una pratica usuale all'epoca), Carmel Snow, la caporedattrice della testata, amava sfidare Hearst su questa questione razziale. In effetti, quello stesso anno, Snow commissionò delle fotografie della cantante d'opera Marian Anderson. Fu dunque in questo contesto che una delle foto di Man Ray con Adrienne Fidelin come modella venne pubblicata in un numero del settembre del 1937. Ciò la rese la prima modella nera ad apparire in una rivista di moda statunitense.
Come afferma Wendy A. Grossman, un'esperta di Man Ray, le fotografie si ispirano a una mostra di copricapi del Congo belga che Man Ray aveva visto qualche mese prima, in primavera, alla galleria di Charles Ratton a Parigi.
Vennero scelte quattro fotografie per occupare due pagine, intitolate The Bushongo of Africa send his hats to Paris ("Il Busciongo dell'Africa manda i suoi cappelli a Parigi"). Sulla pagina di sinistra si trovavano tre immagini di donne bianche, accanto al testo di Paul Éluard; la foto di Fidelin occupava tutta la pagina di destra. Nonostante le quattro foto fossero tutte dei ritratti, non si può non notare quanto Fidelin venisse messa in risalto, isolata nella pagina opposta. Grossman sottolinea che Fidelin "non indossa gli attribuiti occidentali delle altre modelle, ma è adornata di gioielli africani con la sua pelle nuda esposta. Questi indicatori culturali della sua diversità danno un'aria esotica e sessualizzata all'immagine, sottolineata dalla posa classica del suo braccio piegato dietro la sua nuca".
Il fatto che lei fosse stata feticizzata come "diversa", oltre alla sua relazione con Man Ray, ha avuto senza alcun dubbio un ruolo nella sua rottura della barriera razziale. La sua carnagione un po' chiara potrebbe aver fatto sì che gli editori non la vedessero come una vera nera. In effetti, ella era originaria dei Caraibi e parlava in francese; pertanto non veniva vista allo stesso modo degli afroamericani. Tuttavia, questa fu la prima e ultima apparizione di Fidelin in una rivista di moda statunitense.
Il loro idillio durò fino all'occupazione nazista del 1940. Man Ray, che era di origine ebraica, volò per gli Stati Uniti, mentre Adrienne Fidelin non volle partire e decise di restare in Francia, forse perché temeva la segregazione allora in vigore al di là dell'Atlantico. Con una certa condiscendenza, Man Ray disse di lei: "E lei mi impedisce di cadere nel pessimismo. Lei fa tutto: mi lucida le scarpe, mi porta la colazione, dipinge lo sfondo delle mie grandi tele! Il tutto sulle note di un biguine o della rumba."
Non limitandosi a una collaborazione esclusiva con Man Ray, oltre che per Picasso ella aveva posato prima della guerra per il fotografo tedesco Wols (Alfred Otto Wolfgang Schulze) ed era apparsa come comparsa nella pellicola del 1937 Les Secrets de la mer Rouge.

### Ultimi anni e morte
Dopo la guerra, ella fece la comparsa in alcune pellicole e si esibì come ballerina, ma delle cicatrici dovute a degli interventi chirurgici nel 1946 le impedirono di continuare con la carriera artistica.
Man Ray l'aveva amata, fotografata più di quattrocento volte e dipinta. Una volta in America, all'insaputa di Ady, iniziò una relazione con Juliet Browner, che avrebbe sposato nel 1946, mentre Ady si impegnava per salvare le sue opere dall'avidità dei tedeschi prima di restituirgliene dopo la liberazione. Nonostante i due abbiano mantenuto una corrispondenza almeno fino al 1961, Man Ray parlo a malapena di lei nella sua autobiografia del 1963, in seguito a una valutazione precedente nella quale aveva reso la sua compagna "una subordinata al servizio del suo compagno brillante". Tuttavia, negli anni 1970 pubblicò una serie di stampe ispirate ad Ady.
Concludendo il loro articolo nel catalogo della mostra Il modello nero da Géricault a Matisse, grazie alla quale ella tornò sotto i riflettori, Wendy A. Grossman e Sala E. Patterson ritengono che "Fidelin sia stata messa da parte, vittima di una storia convenzionale che privilegia il carattere razziale o etnico sull'individualità, e l'artista maschile sulla musa femminile". Alla fine degli anni 1950, ella sposò André Art, suo compagno da più di un decennio. Passò gli ultimi anni della sua vita ad Albi e morì nell'anonimato a 88 anni, in una EHPAD (una tipologia di casa di riposo francese) a Lagrave, non lontano da Albi.
Il dottor Pierre Saint-Luce, originario di Terre-de-Bas (in Guadalupa), è dal 2015 il nuovo proprietario della Poterie Fidelin. La Poterie Fidelin è un monumento storico classificato dal 1995, che appartenne a Jean-Pierre Fidelin, un avo di Ady Fidelin. Nell'ottobre del 2019, Pierre Saint-Luce pubblicò il romanzo Colored che evoca la visita di Ady alla Poterie Fidelin. Agli inizi del 2021, la scrittrice Gisèle Pineau pubblicò una biografia romanzata della vita di Adrienne Fidelin il cui titolo, Ady, soleil noir, si rifaceva al soprannome amichevole di "piccolo sole nero" che le aveva dato Man Ray.